# صمبر فرموسان
صمبر فُرموسان هو نوع فرعي من الصمبر موجودة في تايوان. وهي أكبر أكلة الأعشاب هناك. تغييرات لها في لون الفراء مع الموسم لتوفير التمويه، فمن بني مصفر في الصيف والبني الداكن في الشتاء .